# 萬佳百貨
万佳百货，全称为深圳市万佳百货股份有限公司，是中国万科集团旗下的商业零售企业，曾是广东省最大的商业零售企业，“万佳”取自英文Vanguard（先锋、前卫）的汉语译音。2001年被华润集团收购，与华润超市整合后更名为华润万家。

## 历史
1991年12月，深圳万佳连锁商业有限公司成立，为万科企业股份有限公司下属的全资企业。1994年1月，完成股份制改组，更名为深圳市万佳百货股份有限公司。
1994年7月，万佳百货在深圳华强北工业区开设全国最大的仓储式百货商场，创下深圳零售业销售额最高记录，成为华强北乃至深圳的商业象征之一。其将百货商店与超市大卖场相结合的“万佳模式”，被国内同行竞相模仿。
2001年8月，万科为集中资源发展房地产业务，以4.57亿元人民币将所持万佳百货股权转让予华润集团，华润集团将旗下华润超市与万佳百货整合，更名为华润万家有限公司。2008年，所有万佳百货门店统一变更为华润万家品牌，“万佳百货”正式退出历史舞台。